# Пругасти амерички смрдљивац
Пругасти амерички смрдљивац или пругасти амерички твор (Mephitis mephitis) је врста из рода Mephitis породице смрдљиваца, која насељава већи део Северне Америке, укључујући јужну Канаду, САД и северни Мексико. На Црвеној листи Међународне уније за заштиту природе налази се у категорији најмање угрожених врста, због свог широког распрострањења и способности прилагођавања окружењима које је изменио човек.
Пругасти амерички смрдљивац је полигамна врста и сваштојед, који има мали број природних грабљиваца, углавном птица грабљивица. Као и сви амерички смрдљивци, има мирисне жлезде које производе смрдљиви секрет, којим одвраћа грабљивце од напада. Имају дугу историју са људима, јер су због свог крзна ловљени и узгајани у заточеништву, а такође се узгајају као кућни љубимци. Пругасти амерички смрдљивац је један од најпрепознатљивијих северноамеричких животиња, и популаран је лик у цртаним филмовима и књигама за децу.

## Таксономија
Врсту је први пут формално описао Јохан Кристијан Данијел фон Шребер под латинским научним именом Viverra mephitis. Типска локација се налази у источној Канади.

### Еволуција и подврсте
Најранији фосилни налази који се могу приписати роду Mephitis пронађени су на локалитету Бродвотер у Небраски, а датирају из раног плеистоцена пре мање од 1,8 милиона година. До касног плеистоцена (пре 70.000–14.500 година), пругасти амерички смрдљивац био је широко распрострањен по целом југу Сједињених Држава, а до холоцена (пре 10.000–4.500 година), након повлачења глечера у Висконсину, проширио се према северу и западу.
Признато је тринест подврста:
|  |  |

## Опис
Пругасти амерички смрдљивац је чврсто грађена животиња, кратких удова, малене, стожасте главе и дугог, длакавог репа. Одрасли мужјаци су 10% већи од женки. Дужина тела оба пола се креће у распону од 52 до 77 cm, а тежина 1,8–4,5 kg, док је највећа забележена тежина неке јединке 5,5  kg. Табани су голи, а стопала плантиградна (пета и табан додирују под), и нису тако широка или равна као стопала ногу свињоносих смрдљиваца (Conepatus). На предњим ногма се налази пет дугих, закривљених канџи прилагођених за копање, док су оне на задњим ногама краће и равније.
Обрасци боје крзна различитих јединки се веома разликују, али углавном се састоје од црне основе са белом пругом која се протеже од главе и дели дуж рамена (на две беле пруге између којих је црна), настављајући се дуж бокова до задњице и репа. Неки примерци имају белу мрљу на грудима, док други имају беле пруге на спољном делу предњих удова. Повремено се јављају мутације смеђе или кремасте боје.
Као и сви амерички смрдљивци, пругасти амерички смрдљивац има две високо развијене мирисне жлезде, по једну са сваке стране ануса, које садрже по око 15 милилитара мошуса, што пружа хемијску одбрану од грабљиваца. Овај масни мошус жуте боје састоји се од мешавине моћних мирисних тиола (сумпорни аналози алкохола, у старијим изворима названи „меркаптани”), које амерички смрдљивац може прснути на удаљеност од неколико метара. Мирис овог мошуса Ернест Томпсон Ситон је упоредио са мешавином парфемског мошуса, есенције белог лука, горућег сумпора и канализационог гаса „увећаних хиљаду пута”, док је Клинтон Харт Меријам тврдио да „није ни једну десетину онако јак” као онај који производи америчка видрица или риђа ласица. Ако се прска у очи, ово једињење може проузроковати привремени осећај печења.